# Dagglök
Dagglök (Allium flavum) är en flerårig växtart i släktet lökar och familjen amaryllisväxter. Arten beskrevs av Carl von Linné.

## Utbredning
Arten växer vilt i östra, centrala och södra Europa och odlas som prydnadsväxt i andra delar av världen. Den förekommer tillfälligt i Sverige, men reproducerar sig inte.

## Underarter
Arten delas in i följande underarter:
- A. f. flavum
- A. f. ionochlorum
- A. f. tauricum
- A. f. minus
- A. f. pilosum